# Mistelten-slægten
Slægten Mistelten (Viscum) er udbredt i Europa, Nordafrika og Asien og omfatter ca. 100 arter. Alm. Mistelten er den eneste hjemmehørende art i Danmark og det meste af Europa.
| Art |

- Mistelten (Viscum album)